# 트윈 픽스
《트윈 픽스》(Twin Peaks)는 미국의 텔레비전 미스터리호러 연속극이다. 마크 프로스트와 데이비드 린치가 기획하였다. 1990년 4월 8일 ABC에서 초연했고, 1991년 종영까지 2개 시즌을 방영했다. 본작은 방영하고서 헌신적이라고 할만큼의 컬트 추종자를 그러모았으며 다양한 매체에서 본작을 레퍼런스로 삼았다. 텔레비전 시리즈에서 가장 훌륭한 작품으로 선정되었으며 평론가와 일반 시청자를 막론하고 널리 호평을 받았다. 텔레비전 드라마의 분수령 작품으로도 평가받는다.
본작은 동창회의 여왕(homecoming queen)으로 인망높던 로라 파머의 피살사건을 수사하는 FBI의 특수요원 데일 쿠퍼와 현지 보안관 해리 S. 트루먼의 이야기를 그린다. 이야기 무대는 워싱턴주 가상의 마을 트윈 픽스. 프로그램의 내러티브 자체는 추리물의 요소를 차용하고 있으나 야릇한 분위기, 초자연적 요소, 괴짜스러운 등장인물의 연극적이며 멜로드라마스러운 연기에는 미국의 소프 오페라와 호러 수사법에 관한 오마주가 엿보인다. 데이비드 린치 여느 작품처럼 초현실주의, 유다른 유머, 독특한 촬영술로 유명하다. 음악은 린치 자신과 안젤로 바달라멘티가 담당.
1992년 원작 시리즈의 속편 겸 전편으로 장편영화 《트윈 픽스》를 발표했다. 본작 성공으로 말미암아 미디어 프랜차이즈를 전개했으며 대표적인 게 작중 소품으로 등장하는 《로라 파머의 비밀일기》가 있다. 2017년 25년 세월을 거쳐 세 번째 시즌을 방영했으며 데이비드 린치 감독에 린치, 마크 프로스트 각본이다. 원작 캐스팅을 그대로 따른다.

## 줄거리

### 시즌 1
2월 24일, 워싱턴주의 마을 트윈픽스에서 피트 마텔이 강가에서 시체 한구를 발견한다. 마을의 보안관 해리 트루먼과 보안관 보조이자 의사인 윌 헤이워드가 사건현상에 도착하고, 시체는 마을에서 유명했던 여학생 로라 팔머로 밝혀진다.
두번째로 발견된 로넷 폴라스키는 심하게 외상을 입은 상태였지만 살아있었고, 다른 지역에서 기찻길 위를 걸으며 헤메이고 있는 상태로 구조되었다. 로넷이 걷고있던 기찻길이 두 개의 주 사이의 경계였기 때문에, FBI 요원 데일 쿠퍼가 파견되어 수사를 진행한다. 쿠퍼는 로라의 손톱 밑에서 “R”이 적혀있는 아주 작은 종잇조각을 발견하고, 작년 워싱턴주 남쪽에서 벌어진 살인사건과 동일한 범인이라는 걸 깨닫는다. 이 종잇조각으로 인해 그 살인범이 트윈픽스에서 또다른 살인을 저질렀다는 것을 추측하게 된다.
로라가 두 개의 삶을 살고 있었다는 것은 빠르게 밝혀진다. 그녀는 남자친구 - 학교의 풋볼주장, 바비 브릭스를 두고 제임스 헐리와 바람을 피고 있었고, 매춘 알선업자 리오 존슨과 마약상 자끄 르놀의 도움으로 창녀촌에서 일을 하고있었다. 로라는 코카인에 중독되어 남자친구인 바비를 강요해 자끄 르놀과 거래를 하게했다. 로라의 죽음을 시작으로, 여러 가지 사건들이 마을사람들에게 벌어진다. 그녀의 아버지, 릴렌드 팔머는 유명한 변호사였지만 신경불안에 시달리게 되고, 친구인 도나 헤이워드는 로라가 바람을 피우던 상대였던 제임스 헐리와 사귀게 된다. 도나는 로라의 친척인 매디 퍼거슨의 도움으로 로라의 정신과 의사였던 로렌스 자코비를 몰래 수사하게 된다. 자코비가 로라에 대해 애정과 비슷한 집착이 있었다는 것이 밝혀지고, 도나는 그의 아파트를 뒤져 보기위해 계획을 짠다. 계획은 성공적이였지만 자코비는 무혐의로 드러나고, 같은 시각 그는 공원에서 공격을 당하게 된다. 심장마비로 병원에서 깨어난 자코비는 기억을 잃어 누가 그를 공격했는지 모른다.
트윈픽스에서 가장 돈이 많은 벤 혼은 마을의 제재소 주인인 조시 패커드와 벤 혼의 애인이자 조시의 시누이인 캐서린 마텔을 죽이고 제재소를 파괴하려한다. 그는 제재소와 이 두명이 사라짐으로써 땅을 더 싼 값에 사고, 유령숲 개발 프로젝트를 진행시키려는 목적이 있다. 벤 혼의 관능적이고, 문제많은 딸 오드리는 쿠퍼에게 반해있는데, 그가 로라팔머 사건을 해결하는걸 도와주고 애정을 얻기위해 마을을 돌아다니며 정보를 얻는다.
마을에서 둘째날 밤, 쿠퍼는 꿈을 꾸게 된다. 꿈에서 그는 자신을 마이크라고 소개하는 외팔이를 만난다. 마이크는 자신이 이 세상의 존재가 아니라고 하고, 로라를 죽인 것은 자신처럼 현실의 존재가 아닌 “밥”이라는 자의 소행이라고 알려준다. 그 다음 꿈에서 쿠퍼는 빨간 커텐으로 둘러쌓인 방에 앉아있는 25년 뒤의 자기자신을 본다. 쿠퍼의 옆으로는 빨간 양복을 입은 난장이- 다른 세계에서 온 남자가 있었고, 그는 그 옆에 앉은 로라를 그녀의 친척이라고 소개한다. 난장이는 쿠퍼에게 암호화된 말을 하고, 의자에서 일어나 춤을 추기 시작한다. 로라는 자리에서 일어나 쿠퍼에게 귓속말을 한다. 다음날 아침, 쿠퍼는 보완관 트루먼에게 꿈에 대해 자세히 설명한다. 그는 꿈이 매우 상징적이였으며, 암호를 풀어 낼 수 있다면 누가 로라를 죽였는지 알아낼 수 있다고 한다. 쿠퍼와 트윈픽스의 보완국은 그가 꿈에서 보았던 외팔이를 수색하고, 필립 제라드라는 이름의 신발외판원을 찾게된다. 제라드는 밥이라는 인물을 알고 있었지만, 그가 알고있는 밥은 자끄 르놀의 애완 새를 돌봐주었던 수의사라고 이야기했다. 쿠퍼는 그것을 자끄 르놀이 범인이라는 뜻으로 해석하고, 원 아이드 잭-벤 혼이 캐나다에 소유하고 있는 사창가로 그를 쫓아간다.
쿠퍼는 자끄 르놀을 미국 땅으로 다시 돌아오게 한 후 체포하려 하지만, 르놀이 탈출시도를 하는 도중에 총에 맞게되고 병원에 입원하게 된다. 같은 날 밤, 벤 혼은 리오에게 제재소 안에 캐서린을 가두고 불을 지르라는 명령을 내린다. 그리고 행크 제닝스를 시켜 리오를 총으로 쓰아, 제재소에 불을 낸 것이 벤 혼이 시킨 짓이라는 걸 발설하지 못하게 한다. 쿠퍼는 자끄 르놀이 병원으로 후송된 후 호텔방으로 돌아오고, 가면을 쓴 사람에게 총을 맞는다. 시즌 1은 이렇게 끝이 난다.

### 시즌 2
쿠퍼는 총을 맞은 채, 혼미한 상태로 호텔 방 바닥에 누워있다. 환각상태에서, 쿠퍼는 거인이 자신에게 다가오는 것을 본다. 거인은 수사에 도움이 될 만한 3개의 단서를 준다 : “웃는 가방에 남자가 있다", “올빼미들은 보이는 것과 다르다", “약물없이 가르친다". 그리고는 쿠퍼의 금반지를 가져간 후, 그가 3개의 단서를 모두 이해할 때 반지를 돌려준다고 말한다. 리오 존슨은 총을 맞은 뒤 식물인간이 되고, 제재소에서 불에 휩싸였던 캐서린 마텔은 화재 후 사라진다. 릴렌드 팔머는 로라의 살인사건 용의자였던 자끄 르노가 병원에서 죽은 뒤, 생기를 되찾고 직장으로 복귀하지만 하룻밤 만에 머리가 하얗게 변한다. 외팔이 필립 제라드는 쿠퍼가 꿈에서 보았던 사악한 영혼인 마이크가 기생하고 있던 몸이였던게 밝혀지고, 마이크는 과거에 밥이 사람들을 죽이는 걸 도와주었다고 말한다. 마이크는 밥이 마을의 누군가에게 몇 십년동안 기생하고 있다고 말하지만 그게 누구의 몸인지는 말해주지 않는다. 도나는 로라가 했던 독거노인들을 위한 식사배달 봉사활동을 시작해, 로라의 죽음에 대한 단서를 얻고자 한다. 그 와중에 그녀는 해롤드 스미스라는 젊은 남자를 만나고, 그가 로라의 숨겨진 두번째 일기장을 가지고 있는 것을 발견한다. 도나와 매디는 일기장을 훔치려하지만 해롤드가 그것을 발각한다. 해롤드는 상심한 나머지 그의 집 안 온실에서 자살한다.
해롤드의 죽음 뒤 보안관부에서 로라의 비밀 일기장을 가져가게되고, 그곳엔 아버지의 친구인 밥이 그녀를 어릴때부터 계속 강간해 왔으며 그것을 견디기 위해 약을 사용하게 되었다고 적혀있었다. 쿠퍼는 벤 혼이 범인이라고 생각한다. 밥이 기생하고 있던 것은 릴렌드였다는 사실이 밝혀지고, 릴렌드는 매디를 죽인다. 매디의 시체가 발견된 후, 쿠퍼는 벤 혼이 범인이 아니라고 생각을 바꾸고, 용의자들을 한 곳에 모아 범인을 밝혀낼 계시를 받고자한다. 용의자들이 모두 모인 곳에서 거인이 나타나고, 거인은 밥이 릴렌드에 기생하고 있다는 것과 그가 로라와 매디를 죽였다는 것을 말해준다. 밥은 릴렌드의 몸과 정신을 빼앗아 자신이 살인을 저질렀다는 것을 인정한 후, 릴렌드를 자살하게 한다. 밥은 릴렌드를 떠나고, 정신은 또렷해졌지만 죽어가고 있던 릴렌드는 쿠퍼에게 어렸을 때 밥이 자신의 몸속으로 들어왔고, 그후로 쭉 기생하고 있었다고 말한다. 그는 용서를 빌고, 로라의 환영을 보며 죽는다. 트루먼은 릴렌드가 정말 밥에게 홀렸던 것인지 아니면 정신병이 있었던 것인지 의심한다. 그리고 이제 자유의 몸이 된 밥이 다른 사람에게 기생하게 될 지 걱정한다.
수사가 끝난 쿠퍼는 트윈픽스를 떠날 준비를 하지만, 진 르넷이 쿠퍼를 마약유통범으로 몰면서 FBI에서 정직된다. 진 르넷은 형제인 자끄 르넷의 죽음이 그에게 책임이 있다고 생각한다. 진 르넷은 경찰과의 총격적에서 죽고, 쿠퍼는 다시 복직하게 된다. 쿠퍼의 스승이자 파트너였던 윈덤 얼이 트윈픽스로 오게된다. 쿠퍼와 윈덤 얼이 파트너였을때, 윈덤 얼의 아내 - 캐롤라인이 증인보호 프로그램에 들어가면서 쿠퍼와 만났고, 그 둘은 윈덤 얼 모르게 바람을 피웠다. 윈덤 얼은 정신이 나가버리고, 캐롤라인을 죽인 후 쿠퍼를 칼로 찌르고 정신병원에 들어간다. 그 후 병원에서 탈출해, 트윈픽스 근처의 유령숲에서 쿠퍼에게 복수를 하려고 숨어있다. 윈덤 얼은 체스게임을 하면서, 상대방의 말을 잡을 때마다 한 명씩 죽이고 있다. 쿠퍼는 밥의 근원지에 대해 알아내려고 노력하고, 트윈픽스의 주변에 둘러싼 유령숲의 비밀에 대해 알아가게된다. 그는 흰 오두막과 검정 오두막이라는 천국, 지옥과 비슷한 차원이 존재하고, 그곳으로 가는 문이 유령숲 어딘가에 있다는 것을 알게된다. 쿠퍼는 밥,거인,다른 곳에서 온 자 모두 두 개의 오두막 중 한 곳에서 나왔다는 것을 밝혀낸다. 그 와중, 밥은 기생할 다른 몸의 주인을 찾아 헤메인다. 조시 패커드가 시즌 1 마지막에 쿠퍼를 쏘았던 것으로 밝혀지고, 트루먼과 쿠퍼가 그녀를 체포하려는 과정에서 죽고만다. 조시 패커드가 죽어갈 때에, 밥이 그녀의 두려움에 끌려 잠깐 나타난다. 쿠퍼는 애니 블랙번이라는 마을에 새로 이사온 여자와 사랑에 빠진다. 애니가 미스 트윈픽스 대회에서 우승 하자, 윈덤 얼이 그녀를 납치해 유령숲안의 입구로 검은 오두막에 들어간다. 쿠퍼는 윈덤 얼이 트윈픽스에 온 진짜 이유는 복수를 위해서가 아니라, 검은 오두막을 찾고 그 힘을 소유하기 위해서라는 것과, 체스게임은 그것을 감추기 위한 장치였다는 것을 깨닫는다.
쿠퍼는 애니와 윈덤 얼을 따라 검은 오두막으로 들어가고, 그곳은 그의 꿈에 나왔던 빨간 커텐으로 둘러쌓인 방이라는 것을 발견한다. 쿠퍼는 다른 곳에서 온 자와 거인, 로라 팔머의 영혼과 마주친다. 로라 팔머의 영혼은 쿠퍼에게 암호화 된 언어로, 그의 미래와 검은 오두막이 시간과 공간을 거스른다는 것을 말해준다. 애니와 얼을 찾아 헤메이던 중, 쿠퍼는 릴렌드 팔머와 매기 퍼거슨 같이 이미 죽은 사람들의 도플갱어를 만난다. 그들은 쿠퍼에게 이상한 경고를 하다가 후에 쿠퍼를 윈덤 얼에게 안내해준다. 윈덤 얼은 애니를 되찾고 싶다면 자신에게 영혼을 달라고 요구하고, 쿠퍼가 동의함과 동시에 그는 윈덤 얼에게 살해당한다. 바로 후에, 밥이 나타나 검은 오두막의 시간을 되돌리고, 쿠퍼를 살려낸다. 밥은 윈덤 얼에게 사람의 영혼을 가져갈 수 없다고 말하고, 윈덤 얼을 죽이고 그의 영혼을 빼앗아 간다. 밥은 쿠퍼로 변하고, 검은 오두막에서 처음으로 공포를 느낀다. 쿠퍼는 자기자신의 도플갱어와 밥에게 쫓겨 오두막을 도망쳐나온다.
오두막에 쿠퍼와 애니가 들어간지 시간이 좀 흘러, 쿠퍼를 계속 기다리고 있었던 트루먼이 그 둘을 다시 발견한다. 애니는 병원에 후송되었지만 쿠퍼는 외상이 작아 의사 윌 헤이워드가 쿠퍼의 호텔방에서 그를 치료한다. 쿠퍼는 일어나자마자 애니의 상태를 묻고, 이를 닦아야 한다고 말한다. 쿠퍼가 화장실로 들어가서 거울을 보자 밥의 모습이 비추고, 그는 사실 검은 오두막의 도플갱어라는 것이 드러난다. 그는 머리를 거울에 부딪히고 미친듯이 웃는다.

## 출연
- 셰릴 리 - 로라 파머
- 크리스 아이작 - 데즈먼드 요원
- 카일 맥라클란 - 데일 쿠퍼 요원
- 데이비드 보위 - 필립 제프리스
- 라라 플린 보일 - 도나 헤이워드
- 레이 와이즈 - 릴렌드 파머
- 해리 딘 스탠턴 - 칼 로드
- 키퍼 서덜랜드 - 샘 스탠리 요원
- 매션 아믹 - 셸리 존슨
- 데이나 애시브룩 - 바비 브릭스
- 미겔 페레 - 앨버트 로젠펠드 요원
- 헤더 그레이엄 - 애니 블랙번
- 위르겐 프로흐노 - 우즈먼
- 제임스 마셜 - 제임스 헐리
- 패멀라 기들리 - 테레사 뱅크스
- 페기 립턴 - 노마 제닝스
- 그레이스 자브리스키 - 사라 파머
- 레니 반 돌렌 - 해럴드 스미스
- 데이비드 린치 - 고든 콜

## 한국어 더빙 성우진(KBS)
- 이정구 - 데일 쿠퍼 (카일 맥라클란)
- 김관철 - 해리 트루먼 보안관 (마이클 온킨)
- 최덕희 - 셜리 존슨 (매션 아믹)
- 홍시호 - 보비 브릭스 (데이나 애시브룩)
- 김정희 - 캐서린 마첼 (파이퍼 로리) / 도나 헤이워드 (라라 플린 보일)
- 설영범 - 벤자민 혼 (리차드 베이머) / 릴렌드 파머(레이 와이즈) / 고든 콜 (데이빗 린치)
- 권희덕 - 오드리 혼 (셰릴린 펜)
- 유강진 - 윌 헤이워드 (워렌 프로스트)
- 손정아 - 로라 파머 (셰릴 리)
- 정경애 - 노마 제닝스 (페기 립턴)
- 이규화 - 제임스 헐리 (제임스 마샬) / 드니스 (데이비드 듀코브니)
- 이윤선 - 앤디 브레넌 부보안관(해리 고아즈)
- 박은숙
- 정미숙

## 방영목록
제1화 누가 미의 여왕을 살해했는가?
제2화 로라의 비밀
제3화 환상여행
제4화 꿈길에서
제5화 애꾸눈 잭
제6화 두남자와 두여자
제7화 이중음모
제8화 방문객
제9화 예언
제10화 제3의 남자
제11화 올빼미를 눈여겨보라
제12화 이중생활
제13화 조시의 두얼굴
제14화 비밀일기
제15화 다가오는 악령
제16화 빗나간 추리
제17화 혼선
제18화 악령의 희생자들
제19화 또다른 함정
제20화 체스게임
제21화 사진한장
제22화 다가오는 그림자
제23화 아픈과거
제24화 잊혀진 존재
제25화 조시의 최후
제26화 수수깨끼의 문신
제27화 올빼미 동굴
제28화 쿠퍼의 사랑
제29화 목성과 토성이 만날때
제30화 악령의 초대장
제31화(마지막회) 끝나지 않은 노래

## 추가 문헌
- Tropiano, Stephen (2000). 《TV Towns》. New York, NY: TV Books L.L.C. ISBN 978-1-57500-127-2.